# Csont nélkül (televíziós sorozat)
A Csont nélkül (angolul: The Finder) amerikai bűnügyi televíziós sorozat. Alkotója Hart Hanson, és a Fox tűzte műsorára 2012.-ben. A Dr. Csont című sorozat spin-offja, a szereplők először annak a sorozatnak a hatodik évadjában, „A kincsvadász” című epizódjában tűntek föl (backdoor pilot). A sorozat Richard Greener kétrészes regénysorozatán, a The Locatorön alapul. A Fox május 9-én elkaszálta a sorozatot. Ez volt Michael Clarke Duncan utolsó televíziós szereplése, aki 2012 szeptemberében szívrohamban elhunyt.

## Szereplők
| Színész               | Szerep         | Magyar hangja         | Leírás                        |
| --------------------- | -------------- | --------------------- | ----------------------------- |
| Geoff Stults          | Walter Sherman | Kolovratnik Krisztián | egykori ezredes               |
| Michael Clarke Duncan | Leo Knox       | Vass Gábor            | özvegy, egykori ügyvéd        |
| Mercedes Masohn       | Isabel Zambada | Nagy-Németh Borbála   | rendőrbíró                    |
| Maddie Hasson         | Willa Monday   | Molnár Ilona          | cigánylány, fiatalkorú bűnöző |
| Toby Hemingway        | Timo Proud     | Szvetlov Balázs       | cigány fiú                    |

## Keletkezése
A Csont nélkül főszereplője először a Fox egy másik sorozatában, a Dr. Csont hatodik évadjában jelent meg, ezzel kvázi spin-offjává válva a sorozatnak. A ’The Locator’ (a megtaláló, műfordításban a kincsvadász) főszereplésével készülő epizód gyártása 2011 februárjában kezdődött, majd áprilisban került adásba. A sorozatot a Dr. Csont alkotó–producere Hart Hanson készítette, és Richard Greener kétrészes, The Locator című regénysorozatán alapul. Walter, a főszereplő különc, de lenyűgöző remete, akit azért a képessége miatt keresnek fel az emberek, hogy bármit megtalál. Szkepticizmusát, paranoiáját és megtalálás iránti szenvedélyét agykárosodása okozza, amelyet katonai küldetései alatt szenvedett el, amikor túlélt egy bombarobbanást. Az igazság kiderítése érdekében gyakran tesz föl sértőnek és irrelevánsnak tetsző kérdéseket. Ez egy úgynevezett backdoor pilot, egy másik sorozat folyamatába illesztett pilot epizód. Ebben a részben a Dr. Csont szereplői a floridai Key Westbe utazva találkoznak a kincsvadásszal. A főszerepet Geoff Stultsra bízták, míg a mellékszerepekre Michael Clarke Duncant és Saffron Burrowst választották ki.
Hanson humoros célzattal a következő Twitter-bejegyzést tette közzé: „Megkaptam a stúdiójegyzéket a Dr. Csont spin-off ötletről. Azt akarják, hogy jobb legyen. Telhetetlen hajcsárok. Képtelen álmodozók. Újplatonisták.”
A Csont nélkült 2011. május 10-én rendelték be 13 részre a 2011–12-es televíziós évadra. A sorozat 2012-ben a televíziós évad közepén mutatkozott be csütörtökönként, 21:00-kor, a Dr. Csont idősávjában, amikor az szünetre ment. Saffron Burrows a backdoor pilot után több epizódban már nem szerepelt, mivel az adó úgy döntött, újra kell gondolni a karaktert. Helyette Mercedes Masohn és Maddie Hasson csatlakozott a szereplőgárdához a két új női főszerepben.

## Epizódok
| Évad | Évad | Részek száma | Részek száma | Eredeti sugárzás | Eredeti sugárzás | Magyar sugárzás | Magyar sugárzás  |
| Évad | Évad | Részek száma | Részek száma | Évadbemutató     | Évadzáró         | Évadbemutató    | Évadzáró         |
| ---- | ---- | ------------ | ------------ | ---------------- | ---------------- | --------------- | ---------------- |
|      | 1.   | 13           | 13           | 2012. január 12. | 2012. május 11.  | 2013. január 7. | 2013. március 4. |

| #   | Cím                                             | Rendező         | Író                                         | Premier                             | Nézettség            | Gyártási szám |
| --- | ----------------------------------------------- | --------------- | ------------------------------------------- | ----------------------------------- | -------------------- | ------------- |
| 1.  | Apám nyomában (An Orphan Walks into a Bar)      | Daniel Sackheim | Hart Hanson                                 | 2012. január 12. 2013. január 7.    | 5,50 millió 945 ezer | 1ATT01        |
| 2.  | Az elveszett golyó (Bullets)                    | Terrence O’Hara | Matt MacLeod                                | 2012. január 19. 2013. január 14.   | 6,58 millió 731 ezer | 1ATT05        |
| 3.  | Hamupipőke (A Cinderella Story)                 | Adam Arkin      | Sanford Golden és Karen Wyscarver           | 2012. január 26. 2013. január 21.   | 8,44 millió 723 ezer | 1ATT03        |
| 4.  | Kabala (Swing and a Miss)                       | Kevin Hooks     | Aaron Ginsburg és Wade McIntyre             | 2012. február 2. 2013. január 28.   | 6,87 millió 585 ezer | 1ATT04        |
| 5.  | Tökéletes trükk (The Great Escape)              | Seith Mann      | Emilia Serrano                              | 2012. február 9. 2013. február 4.   | 6,22 millió 584 ezer | 1ATT07        |
| 6.  | Harmadik típusú találkozások (Little Green Men) | Dwight Little   | Will Pascoe                                 | 2012. február 23. 2013. február 11. | 6,18 millió 662 ezer | 1ATT09        |
| 7.  | A vihar szeme (Eye of the Storm)                | Alex Chapple    | Aaron Ginsburg és Wade McIntyre             | 2012. március 8. 2013. február 11.  | 7,08 millió 460 ezer | 1ATT10        |
| 8.  | Örökzöld sláger (Life after Death)              | David Boreanaz  | Nkechi Okoro Carroll                        | 2012. április 6. 2013. február 18.  | 4,03 millió 545 ezer | 1ATT08        |
| 9.  | Az utolsó vacsora (The Last Meal)               | Milan Cheylov   | Josh Friedman                               | 2012. április 13. 2013. február 18. | 3,45 millió 401 ezer | 1ATT02        |
| 10. | Titkok és démonok (The Conversation)            | Jim Hayman      | Patrick Massett és John Zinman              | 2012. április 20. 2013. február 25. | 4,31 millió 671 ezer | 1ATT06        |
| 11. | Az örökség (The Inheritance)                    | David Straiton  | Sanford Golden és Karen Wyscarver           | 2012. április 27. 2013. február 25. | 3,97 millió 398 ezer | 1ATT12        |
| 12. | A vudu-varázslat (Voodoo Undo)                  | Daniel Sackheim | Matt MacLeod és Emilia Serrano              | 2012. május 4. 2013. március 4.     | 4,00 millió 559 ezer | 1ATT11        |
| 13. | Utolsó kívánság (The Boy with the Bucket)       | Vahan Moosekian | Hart Hanson, Patrick Massett és John Zinman | 2012. május 11. 2013. március 4.    | 4,19 millió 378 ezer | 1ATT13        |

## Fogadtatása

### Nézettsége
| Epizód | Epizód                       | Amerikai Egyesült Államok | Amerikai Egyesült Államok | Amerikai Egyesült Államok | Amerikai Egyesült Államok | Amerikai Egyesült Államok | Magyarország      | Magyarország         | Magyarország         | Magyarország         | Magyarország       | Magyarország       | Magyarország       | Forrás               |
| Epizód | Epizód                       | Dátum                     | Teljes lakosság           | Célcsoport (18–49)        | Célcsoport (18–49)        | Célcsoport (18–49)        | Dátum             | Teljes lakosság (4+) | Teljes lakosság (4+) | Teljes lakosság (4+) | Célcsoport (18–49) | Célcsoport (18–49) | Célcsoport (18–49) | Forrás               |
| Epizód | Epizód                       | Dátum                     | AMR                       | AMR                       | SHR                       | Napi helyezés             | Dátum             | AMR                  | SHR                  | Heti helyezés        | AMR                | SHR                | Heti helyezés      | Forrás               |
| ------ | ---------------------------- | ------------------------- | ------------------------- | ------------------------- | ------------------------- | ------------------------- | ----------------- | -------------------- | -------------------- | -------------------- | ------------------ | ------------------ | ------------------ | -------------------- |
| 1.     | Apám nyomában                | 2012. január 12.          | 5,50 millió               | 1,7%                      | 4%                        | 13.                       | 2013. január 7.   | 945 ezer             | 29,2%                | 16.                  | 510 ezer           | 33%                | 5.                 | [ 12 ] [ 13 ] [ 34 ] |
| 2.     | Az elveszett golyó           | 2012. január 19.          | 6,58 millió               | 2,2%                      | 5%                        | 8.                        | 2013. január 14.  | 731 ezer             | 17%                  | 21.                  | 380 ezer           | 20,2%              | 16.                | [ 14 ] [ 15 ] [ 35 ] |
| 3.     | Hamupipőke                   | 2012. január 26.          | 8,44 millió               | 2,8%                      | 7%                        | 4.                        | 2013. január 21.  | 723 ezer             | 17,6%                | 22.                  | 394 ezer           | 21,8%              | 15.                | [ 16 ] [ 17 ] [ 36 ] |
| 4.     | Kabala                       | 2012. február 2.          | 6,87 millió               | 2,4%                      | 6%                        | 8.                        | 2013. január 28.  | 585 ezer             | 15,2%                | N/A                  | 323 ezer           | 19,3%              | 21.                | [ 18 ] [ 19 ] [ 37 ] |
| 5.     | Tökéletes trükk              | 2012. február 9.          | 6,22 millió               | 2,2%                      | 6%                        | T8.                       | 2013. február 4.  | 584 ezer             | 15,1%                | 29.                  | 280 ezer           | 16,6%              | 20.                | [ 20 ] [ 21 ] [ 38 ] |
| 6.     | Harmadik típusú találkozások | 2012. február 23.         | 6,18 millió               | 2,0%                      | 5%                        | 9.                        | 2013. február 11. | 662 ezer             | 15,9%                | 24.                  | 357 ezer           | 19,6%              | 16.                | [ 22 ] [ 23 ] [ 39 ] |
| 7.     | A vihar szeme                | 2012. március 8.          | 7,08 millió               | 2,3%                      | 6%                        | 7.                        | 2013. február 11. | 460 ezer             | 17,4%                | 24.                  | 268 ezer           | 20,8%              | 16.                | [ 24 ] [ 23 ] [ 39 ] |
| 8.     | Örökzöld sláger              | 2012. április 6.          | 4,03 millió               | 1,1%                      | 4%                        | 8.                        | 2013. február 18. | 545 ezer             | 13,4%                | 29.                  | 311 ezer           | 17,3%              | 20.                | [ 25 ] [ 26 ] [ 40 ] |
| 9.     | Az utolsó vacsora            | 2012. április 13.         | 3,45 millió               | 0,9%                      | 3%                        | T8.                       | 2013. február 18. | 401 ezer             | 15%                  | 29.                  | 239 ezer           | 18%                | 20.                | [ 27 ] [ 26 ] [ 40 ] |
| 10.    | Titkok és démonok            | 2012. április 20.         | 4,31 millió               | 1,2%                      | 4%                        | T4.                       | 2013. február 25. | 671 ezer             | 17,2%                | 24.                  | 318 ezer           | 18,8%              | 20.                | [ 28 ] [ 29 ]        |
| 11.    | Az örökség                   | 2012. április 27.         | 3,97 millió               | 1,1%                      | 4%                        | T7.                       | 2013. február 25. | 398 ezer             | 15,3%                | 24.                  | 219 ezer           | 18%                | 20.                | [ 30 ] [ 29 ]        |
| 12.    | A vudu-varázslat             | 2012. május 4.            | 4,00 millió               | 1,0%                      | 4%                        | 9.                        | 2013. március 4.  | 559 ezer             | 14,7%                | 26.                  | 297 ezer           | 18,1%              | 19.                | [ 31 ] [ 32 ]        |
| 13.    | Utolsó kívánság              | 2012. május 11.           | 4,19 millió               | 1,1%                      | 4%                        | T8.                       | 2013. március 4.  | 378 ezer             | 16,2%                | 26.                  | 188 ezer           | 17,1%              | 19.                | [ 33 ] [ 32 ]        |
| Átlag  | Átlag                        | csütörtök 21:00           | 6,70 millió               | 2,2%                      | 6%                        | 8.                        | hétfő 21:30       | 632 ezer             | 15,7%                | N/A                  | 332 ezer           | 18,9%              | N/A                |                      |
| Átlag  | Átlag                        | péntek 20:00              | 3,99 millió               | 1,1%                      | 4%                        | 7.                        | hétfő 22:30       | 516 ezer             | 18,6%                | N/A                  | 284 ezer           | 21,3%              | N/A                |                      |
| Átlag  | Átlag                        | Együtt                    | 5,45 millió               | 1,7%                      | 5%                        | 8.                        | Együtt            | 587 ezer             | 16,8%                | 24.                  | 314 ezer           | 19,8%              | 17.                |                      |

## Nemzetközi sugárzás
| Ország                                                                                            | Adó               | Premier             |
| ------------------------------------------------------------------------------------------------- | ----------------- | ------------------- |
| Kanada                                                                                            | Global            | 2012. január 12.    |
| Fülöp-szigetek · Hongkong · Indonézia · Kína · Malajzia · Szingapúr · Tajvan · Thaiföld · Vietnám | Fox               | 2012. január 28.    |
| Portugália                                                                                        | FOX               | 2012. február 15.   |
| Lengyelország                                                                                     | FOX               | 2012. február 17.   |
| Belgium · Flandria                                                                                | 2BE               | 2012. március 12.   |
| Új-Zéland                                                                                         | TV3 NZ            | 2012. március 22.   |
| Japán                                                                                             | Fox               | 2012. március 26.   |
| Szerbia                                                                                           | Fox Crime         | 2012. április 3.    |
| Svédország                                                                                        | TV3               | 2012. április 22.   |
| Lettország                                                                                        | TV3               | 2012. május 31.     |
| Dánia                                                                                             | TV3               | 2012. június 5.     |
| Ausztrália                                                                                        | Network Ten       | 2012. június 25.    |
| Norvégia                                                                                          | TV3               | 2012. június 28.    |
| Oroszország                                                                                       | TV-3              | 2012. július 9.     |
| Egyesült Királyság                                                                                | Universal Channel | 2012. július 11.    |
| Franciaország                                                                                     | M6                | 2012. július 21.    |
| Olaszország                                                                                       | Fox               | 2012. szeptember 5. |
| Törökország                                                                                       | FX                | 2012. november 1.   |
| Magyarország                                                                                      | RTL Klub          | 2013. január 7.     |
| Németország                                                                                       | Kabel eins        | 2013. február 8.    |
| Észtország                                                                                        | TV3               | 2013. június 5.     |
| Csehország                                                                                        | Prima LOVE        | 2013. július 1.     |
| Hollandia                                                                                         | RTL5              | ?                   |

## Fordítás
Ez a szócikk részben vagy egészben  a   The Finder (U.S. TV series) című angol Wikipédia-szócikk ezen változatának fordításán alapul.  Az eredeti cikk szerkesztőit annak laptörténete sorolja fel. Ez a jelzés csupán a megfogalmazás eredetét és a szerzői jogokat jelzi, nem szolgál a cikkben szereplő információk forrásmegjelöléseként.